# Theridion decemmaculatum
Theridion decemmaculatum är en spindelart som beskrevs av Tord Tamerlan Teodor Thorell 1890. Theridion decemmaculatum ingår i släktet Theridion och familjen klotspindlar. Inga underarter finns listade i Catalogue of Life.